# 贝兹细胞

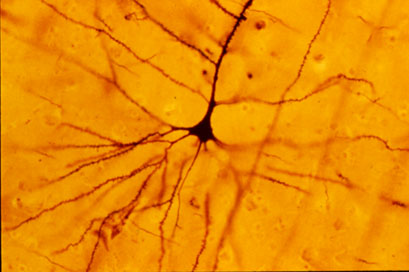

贝兹细胞（英文：Betz cell），又称贝茨锥体细胞（pyramidal cells of Betz），是指初级运动皮层第5层灰质中的巨型锥体细胞（神经元）。贝兹细胞是中枢神经系统中最大的神经元，直径可达100微米。该细胞以俄国（现乌克兰地区）科学家弗拉基米尔·贝兹的名字命名。
贝兹细胞属于上部运动神经元，其长轴突通过皮质脊髓束进入脊髓。在人体中，贝兹细胞的神经纤维通过突触与前灰柱细胞相连，后者另一端连接着肌肉。贝兹细胞拥有一般锥体细胞上常见的顶端树突（apical dendrite），此外他们还拥有更多的初级树突分支，几乎可从细胞体的各个部位延伸出。这些周围树突和基底树突可延伸至皮层各层，但大多数水平分支处于第4或第5层，有些向下进入白质。